# Zerynthia hypermnestra
Zerynthia hypermnestra is een vlinder uit de familie van de pages (Papilionidae). De wetenschappelijke naam is gepubliceerd in 1763 door Scopoli.